# Fiat 7002
Le Fiat 7002 est un hélicoptère expérimental développé par Fiat Aviazione en 1961.

## Développement
Au début de l'année 1960, l'État italien passe un contrat avec le constructeur aéronautique Fiat Aviazione pour développer un hélicoptère de transport de taille moyenne. Le nom du projet est modèle 7002.
Le développement de ce modèle de type nouveau répondait à un cahier des charges particulièrement strict avec un rotor propulsé par réaction et un fuselage de forme très particulière en feuilles d'alliage léger. Le fuselage était posé sur des patins pour l'atterrissage et la queue composée uniquement du rotor de queue sans aucun aileron de stabilisation.
Le rotor principal était monté sur le fuselage et actionné par des jets d'air comprimé. Le flux d'air comprimé était généré par le turbogénérateur Fiat 4700 placé à l'arrière du fuselage.
Le premier vol d'essai s'est déroulé le 26 janvier 1961 mais les résultats ne furent pas à la hauteur des espérances avec cette technologie. La comparaison avec des appareils classiques Agusta notamment força les responsables à renoncer à lancer une production en série.